# Watterdingen
Watterdingen ist ein Stadtteil von Tengen im baden-württembergischen Landkreis Konstanz in Deutschland.

## Lage und Verkehrsanbindung
Watterdingen liegt nordöstlich des Kernortes Tengen an der Landesstraße 224 und an der Kreisstraße 6131. Südlich verläuft die Bundesstraße 314.
Durch den Ort fließt die Biber; sie hat nördlich vom Ort ihre Quelle.

## Geschichte
Am 1. Januar 1972 wurde Weil nach Watterdingen eingemeindet. 
Am 1. Januar 1975 wurde Watterdingen (mit dem zuvor eingemeindeten Weil) nach Tengen eingemeindet.

## Sehenswürdigkeiten

Katholische Pfarrkirche St. Gordian und Epimachus

- Katholische Pfarrkirche St. Gordian und Epimachus

## Persönlichkeiten
- Die Künstlerin Heidi Tübinger hat in Watterdingen ein Atelier mit großen Ausstellungsräumen.
- Der Drucker und Verleger Johann Herwagen (1497–1558) wurde hier geboren.